# Цапфендорф
Цапфендорф (њем. Zapfendorf) град је у њемачкој савезној држави Баварска. Једно је од 36 општинских средишта округа Бамберг. Према процјени из 2010. у граду је живјело 5.004 становника. Посједује регионалну шифру (AGS) 9471214.

## Географски и демографски подаци
Цапфендорф се налази у савезној држави Баварска у округу Бамберг. Град се налази на надморској висини од 248 метара. Површина општине износи 30,6 km². У самом граду је, према процјени из 2010. године, живјело 5.004 становника. Просјечна густина становништва износи 164 становника/km².